# Ádám Réz
Ádám Réz (numele real: Ádám Raffy) (n. 4 iunie 1926, Arad – d. 13 septembrie 1978, Budapesta) a fost un scriitor, critic literar și de artă, jurnalist și traducător maghiar originar din România.

## Biografie
A obținut în 1951 licența în limbile franceză și engleză la Universitatea din Budapesta. A lucrat la Magyar Távirati Iroda (agenția de știri a Ungariei), la Institutul de Relații Culturale și la mai multe edituri din Ungaria.
A tradus în limba maghiară opere literare scrise în limbile engleză, cehă, franceză, germană și română. A publicat articole și studii în ziare și reviste. A tradus capitolele 1-11 ale romanului Stăpânul inelelor și a adaptat terminologia maghiară a raselor din acest roman.

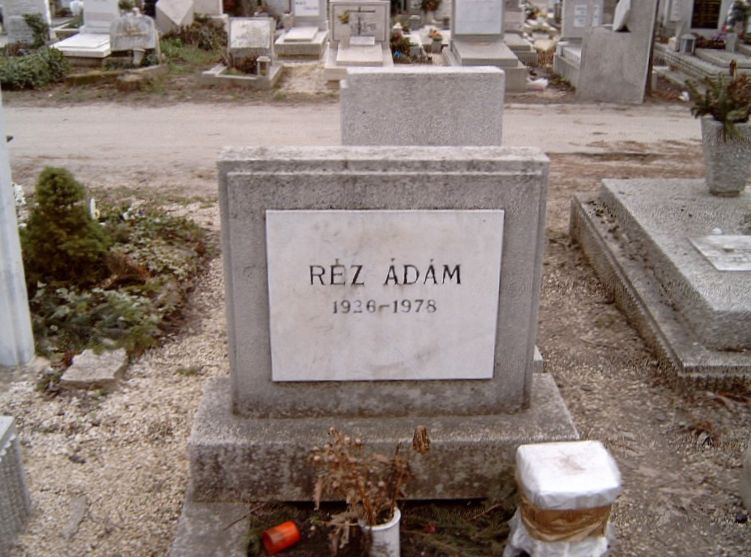
Mormântul lui Ádám Réz la Budapesta. Cimitirul Farkasréti.

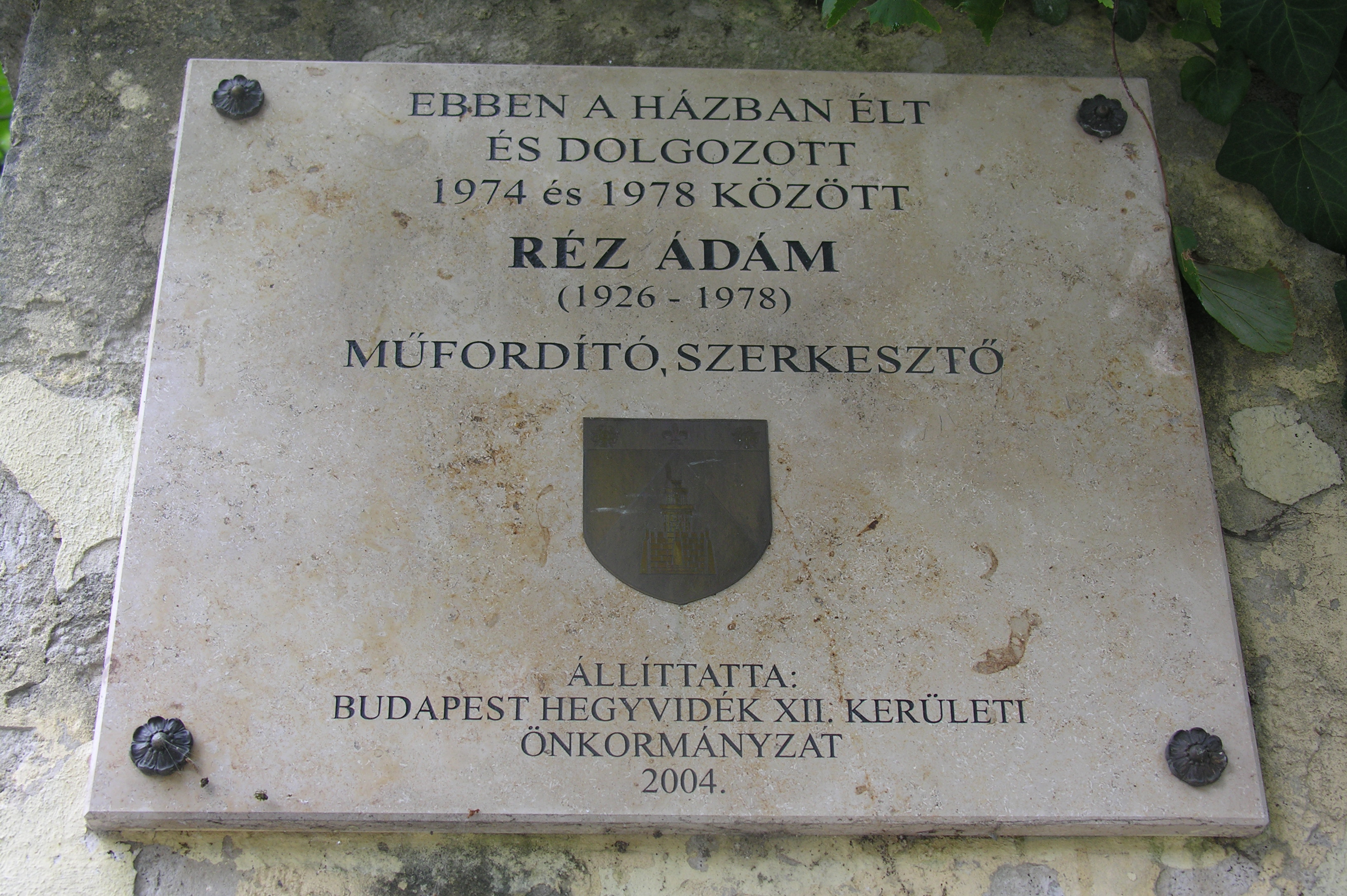
Placă memorială în memoria lui Ádám Réz amplasată în 2004 la Budapesta

## Familia
A fost fiul lui Ádám Raffy (1898-1961), fratele lui Pál Réz (1930-), soțul Máriei Kutni (1919-1971) cu care a avut un fiu: Dániel Réz (1957-) și apoi din 1974 soțul Verăi Székács (1937 - 2018).

## Traduceri
- Jane Austen: A mansfieldi kastély
- Honoré de Balzac: Az ismeretlen remekmű
- Agatha Christie: Gyilkosság meghirdetve
- James Fenimore Cooper: Vadölő; Az utolsó mohikán; A kém
- E. M. Forster: Szellem a házban
- Roger Martin du Gard: Boldogulni
- Jaroslav Hašek: Švejk, a derék katona
- Christopher Isherwood: Isten veled, Berlin
- Jack London: A vadon szava
- Bernard Malamud: A mesterember; A lakók
- Prosper Mérimée: povestiri și romane
- Robert Merle: Állati elmék
- Jean-Jacques Rousseau: Egy magányos sétáló álmodozásai
- Mihail Sadoveanu: Virágöböl
- G. B. Shaw: Színművek
- John Steinbeck: Rosszkedvünk tele
- Harriet Beecher Stowe: Tamás bátya kunyhója
- J. R. R. Tolkien: A Gyűrűk Ura
- Mark Twain: Egy jenki Artúr király udvarában
- John Updike: Nyúlcipő